# Хатамото
Хатамото ("пазител на знамето")  е високопоставен самурай в пряка служба на шогуната Токугава във феодална Япония. Докато и трите шогуната в японската история са имали официални придворни, в двата предходни те са били наричани гокенин. Въпреки това, в периода Едо, хатамото са висши васали на дома Токугава , а гокенин били нисшите васали. Няма точна разлика между двете като ниво на доходите, но хатамото имали право на аудиенция с шогуна, докато гокенин не.  Думата хатамото буквално означава "произход на знамето" или "тези, които пазят знамето" (на бойното поле) и често се превежда като "знаменосец". Друг термин за хатамото от епохата на Едо е джикисан хатамото (直参旗本) , понякога предавано като „хатамото директно на шогуна“, което служи за илюстриране на разликата между тях и предходното поколение хатамото които служели на различни господари.

## История
Терминът хатамото възниква през периода Сенгоку . Терминът е използван за преки служители на господаря. Много господари имали хатамото; обаче, когато кланът Токугава постига надмощие през 1600 г., неговите хатамото били институционализирани и именно за тази система се говори главно сега, когато се използва терминът.
Що се отнася до шогуната Токугава, хатамото са придворни, които са служили на семейството от дните му в Микава нататък.  Редиците на хатамото също включвали и хора извън наследствените рангове на дома Токугава. Имало също фамилии от придворни на победени бивши велики фамилии като Такеда, Ходжо или Имагава, както и кадетски клонове на господарски фамилии.  Включени са също наследници на господари, чиито владения са били конфискувани, например Асано Дайгаку, брат на Асано Наганори,  местни властови фигури в отдалечени части на страната, които никога не са ставали даймьо; и фамилиите от периодите Камакура и Муромачи шуго (Управители): някои от тях включват Акамацу, Бешо (клон на Акамацу), Ходжо, Хатакеяма, Канамори (клон на Токи), Имагава, Могами (клон на Ашикага), Нагай, Ода, Отомо, Такеда, Токи, Такенака (клон на Токи), семейства Такигава, Цуцуи и Ямана.  Актът да станеш хатамото е известен като бакушин торитаре (幕臣取立て).
Много хатамото участвали във войната Бошин от 1868 г. и от двете страни на конфликта.
Хатамото остават придворни на главния клан Токугава след падането на шогуната през 1868 г. и следват Токугава в новото им владение на Шизуока. Хатамото губят статута си заедно с всички други самураи в Япония след премахването на системата хан през 1871 г.

## Чинове и роли
Разделението между хатамото и гокенин, особено сред хатамото от по-нисък ранг, не било твърдо и титлата хатамото имала повече общо с ранга, отколкото с нивото на доходите. В контекста на армията това може да се сравни с длъжността офицер. През целия период на Едо, хатамото се разграничавали по това, че ако притежават достатъчно висок ранг, те имат право на лична аудиенция с шогуна (тези хатамото са били известни като оме-мио иджо). Хатамото могат да бъдат разделени на две категории, курамайтори, които получавали доходите си направо от житниците на Токугава и джикатори, който владеели земя, разпръсната из цяла Япония.  Друго ниво на разграничение в статуса сред хатамото бил класът на котай-йоряй, хора, които били глави на хатамото семейства, държали провинциални владения и имали задължението да редуват пребиваването си в Едо като заложници и пребиваването си във владението си като даймьо. Това задължение се наричало санкин-котай. Въпреки това, котай-йоряй били с много високи доходи даже сред хатамото и не всички джикатори хатамото имали задължението да се редуват. Разделителната линия между висшите хатамото и фудай-даймьо — господарите на владения, които също така били васали на дома Токугава — била 10 000 коку. 
В началото на 18 век около 5000 самураи са имали ранг хатамото, над две трети от които са имали доход под 400 коку и само около 100 са получавали 5000 коку или повече. Хатамото с 500 коку имали 7 постоянни несамурайски слуги, 2 мечоносци, 1 копиеносец и 1 стрелец в готовност. 
Рядко, някои хатамото получавали увеличение на доходите и по този начин били повишавани в ранг фудай даймьо. Един пример за такова повишение е случаят със семейство Хаяши от Кайбучи (по-късно известно като йозай хан ), което започва като джикатори хатамото, но които станали фудай даймьо и започнали да играят видна роля във войната Бошин, въпреки сравнително ниския размер на техния доход от 10 000 коку.
Терминът за хатамото с доход от около 8000 коку или повече бил тайшин хатамото ("висш хатамото").
Хатамото, които живеели в Едо, пребивавали в собствените си частни квартали и контролирали собствената си полицейска служба и сигурност. Хората от хатамото ранг могли да изпълняват различни роли в администрацията на Токугава, включително служба в полицията като йорики инспектори,  градски магистрати, магистрати или събирачи на данъци директно за дом Токугава, членове на съвет уакадошийори и много други длъжности. 
Изразът "осемдесет хиляди хатамото" (旗本八万旗 хатамото хачиманхата) е бил в популярна употреба за обозначаване на техния брой, но проучване от 1722 г. оценява техния брой на около 5000. Ако се добавят и гокенин броят им достига около 17 000.

## Известни хатамото
Известни хатамото включват Джидаю Коидзуми, Накахама Манджиро, Оока Тадасуке, Тояма Кагемото, Кацу Кайшу, Еномото Такеаки, Хиджиката Тошизо, Нагай Наоюки и двамата западняци Уилям Адамс и Ян Йосутсен ван Лодещайн .

## Хатамото и бойните изкуства
Хатамото патронизирали развитието на бойните изкуства през периода на Едо; много от тях се занимавали с водене на доджо в Едо и другаде. Двама хатамото, които се занимавали с развитието на бойните изкуства били Ягю Муненори и Ямаока Тешу. Фамилията Муненори станали наследствени инструктори на шогуна по бойни изкуства с меч.

## В популярната култура
Хатамото участват в популярната култура още преди края на ерата Едо. Скорошни заглавия влкючващи хатамото са компютърната игра-стратегия Age of Empires III: The Asian Dynasties, отново в Age of Empires IV, и в двете игри хатамото са по-силна версия на самурай.
В романа (и по-късно в телевизионния сериал ) Шогун, главният герой лоцманът Джон Блекторн, базиран на Уилям Адамс, в крайна сметка се издига в служба на лорд Торанага, за да стане самурай и хатамото.
1. ↑  Ooms, p. 190.
2. 1 2  Ogawa, p. 43.
3. 1 2  Ogawa, p. 35.
4. ↑  Ogawa, pp. 35–36.
5. ↑  Ogawa, p. 35
6. ↑  Ooms, p. 92.
7. ↑  Sword Prices, Origami, and Samurai Income by Markus Sesko | NIHONTO
8. ↑  Sasama, p. 45.
9. ↑  Bolitho, p. 118.